# اشتفان اندلیشر
اشتفان اندلیشر  (آلمانی: Stephan Endlicher؛ ۲۴ ژوئن ۱۸۰۴ – ۲۸ مارس ۱۸۴۹) یک گیاه‌شناس, سکه‌شناس و چین‌شناس اهل اتریش بود.